# 雪童子 (説話)
『雪童子』（ゆきわらし）は、新潟県に伝わる説話。

## 内容
あるところに、心の優しい老夫婦がいた。2人は子供がいなかったため、ある雪の日に寂しさを紛らわすため、雪で子供を象った人形を作った。
そんなある吹雪の晩のこと。夫婦の家に1人の子供が飛び込んで来た。夫婦は思いがけない来訪者を喜び、我が子同然に可愛がって育てた。しかし春が近づくにつれ、子供は次第にやせ細った。夫婦が心配する中、いつの間にか子供は姿を消してしまった。
月日が過ぎて冬になり、吹雪の晩のこと。あの子供がまたやって来た。しかし以前と同様、春が訪れるとまた姿を消した。そんなことが数年間続き、ついに子供は現れなくなった。
この子供は、夫婦が作ったあの雪人形の精霊だった。優しい老夫婦を慰めるため、神が雪人形を人間の子供の姿として遣わせたのだ。
子供が現れることは二度と無かったが、老夫婦の心には楽しい思い出がいつまでも残っていたという。